# Aatifi

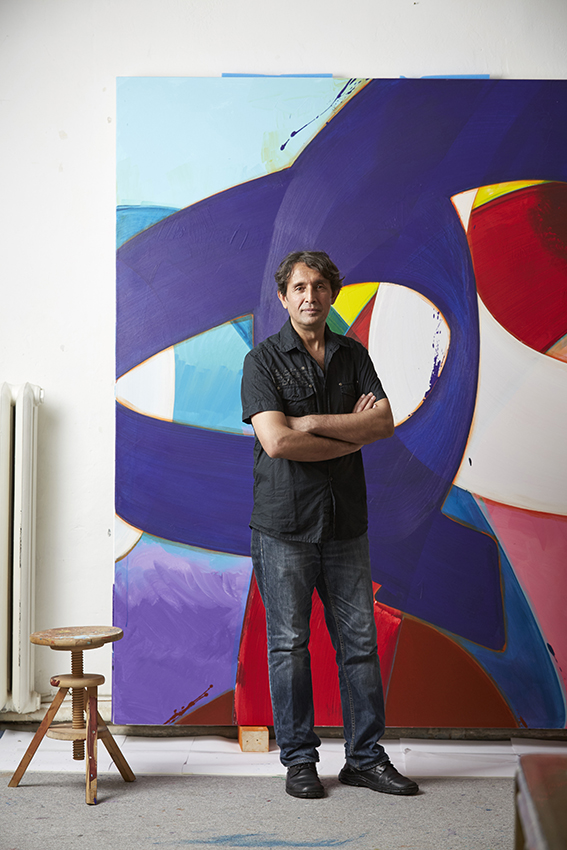
Aatifi in seinem Atelier

Aatifi (* 12. Dezember 1965 in Kandahar, Afghanistan) ist ein afghanisch-deutscher Künstler, der durch seine individuelle Bildsprache bekannt geworden ist: In seinen Werken verbindet der Maler und Druckgrafiker Fragmente klassischer Kalligrafie mit Stilelementen der modernen deutschen Malerei zu abstrakter zeitgenössischer Kunst ohne jeden Textbezug. In seinem Geburtsland Afghanistan erhielt er Ende der 1980er und Anfang der 1990er Jahre zwei Nationalpreise sowie den ersten Preis des afghanischen Künstlerbundes Hakim Naser Khesraw Balkhi, in seiner zweiten Heimat Deutschland folgten ab 1997 weitere Auszeichnungen und Stipendien. Im Pergamonmuseum in Berlin war 2015 die dreieinhalbmonatige Einzelausstellung „Aatifi – News from Afghanistan“ mit drei Dutzend großformatigen abstrakten Malereien, Radierungen und Tuschezeichnungen des Künstlers zu sehen, die in die Dauerausstellung des Museums für Islamische Kunst integriert waren. Aatifi lebt und arbeitet im ostwestfälischen Bielefeld (Nordrhein-Westfalen).

## Biografie

### 1965–1982: Kandahar, Afghanistan
Aatifi wuchs in Kandahar in Afghanistan auf, wo als Hauptsprache Paschtu gesprochen und das arabische Alphabet genutzt wird. Als Vierjähriger begann er figurativ und gegenständlich zu zeichnen und sich in Kalligrafie zu üben. Parallel zur Grundschule und Mittelschule erhielt er ab 1971 in seiner Geburtsstadt eine mehrjährige Ausbildung zum Kalligrafen bei verschiedenen Meistern. Dabei lernte er, die wichtigsten kalligrafischen Stile wie Kufi, Naskh, Thuluth, Nastaliq, Schekaste, Muhaqqaq, Raihan, Dewani und Roqa zu beherrschen und gemäß der Harmonielehre des berühmten Kalligrafen und Wesirs am Hof der Abbasiden in Bagdad, Ibn Muqla (gest. 940), kunstvoll zu zeichnen.
Als Jugendlicher begann Aatifi gegen die strengen Regeln aufzubegehren, die klassische islamische Schriftkunst zu verändern und seine Tuschen mit Gewürzen und anderen Flüssigkeiten wie Granatapfelsaft zu mischen. Er setzte sich mit der europäischen Kunst und Kunstgeschichte, mit der Malerei der Renaissance und mit der zeitgenössischen Kunst auseinander. Als 17-Jähriger zog er 1982 nach Kabul, um dort sein Abitur zu machen und an der Fakultät der Schönen Künste der Universität Kabul Kunst zu studieren.

### 1982 – Mitte der 1990er Jahre: Kabul, Afghanistan
Von 1982 bis 1984 besuchte Aatifi das Lycée Ibni Sina (Gymnasium) in Kabul und erlangte dort die Hochschulreife. 1987 eröffnete er in der afghanischen Hauptstadt sein eigenes Atelier in der Südstadt Kabuls und baute eine Kunstschule für Kalligrafie und Zeichnen für Jugendliche und Erwachsene auf.
1989, noch vor Aufnahme seines Malereistudiums, zeichnete das afghanische Kulturministerium den 24-Jährigen erstmals mit dem Nationalpreis für Kalligrafie und Komposition aus. Im Folgejahr erhielt Aatifi die Auszeichnung erneut. 1991 verlieh ihm der afghanische Künstlerbund Hakim Naser Khesraw Balkhi den ersten Preis.
Von 1989 bis 1992 studierte Aatifi Malerei an der Fakultät der Schönen Künste der Universität Kabul, wo er unter anderem die Klasse von Professor Akbar Salam besuchte. 1995 kam er nach Deutschland.

### 1995–1999: Radebeul, Dresden
Aatifi lebte die ersten Jahre in Radebeul. 1996 erfolgte die Aufnahme in den Sächsischen Künstlerbund. 1997 arbeitete er als Gastkünstler in den Ateliers von Schloss Moritzburg. Er lernte den Maler und Professor der Dresdner Kunstakademie, Siegfried Klotz kennen, der ihn an die Hochschule für Bildende Künste Dresden holte, wo Aatifi 1997/1998 ein einjähriges Gaststudium der Malerei absolvierte. In seiner Zeit in Sachsen beschäftigte er sich mit der deutschen Schule in der Malerei.

### Seit 1999: Bielefeld
Ende der 1990er Jahre verlegte Aatifi seinen Wohnsitz nach Nordrhein-Westfalen und gründete ein Atelier im ostwestfälischen Bielefeld, wo er bis heute als freischaffender Künstler lebt und arbeitet. 2004 erhielt er die deutsche Staatsbürgerschaft.
Fernab von anerkannten Kunstszenen wollte Aatifi nach eigener Aussage in Bielefeld „in Ruhe forschen“. Hier erfolgte die grundlegende Änderung in seiner Arbeit, die Entwicklung einer neuen abstrakten Bildsprache.

#### 2015: Einzelausstellung „News from Afghanistan“, Pergamonmuseum Berlin

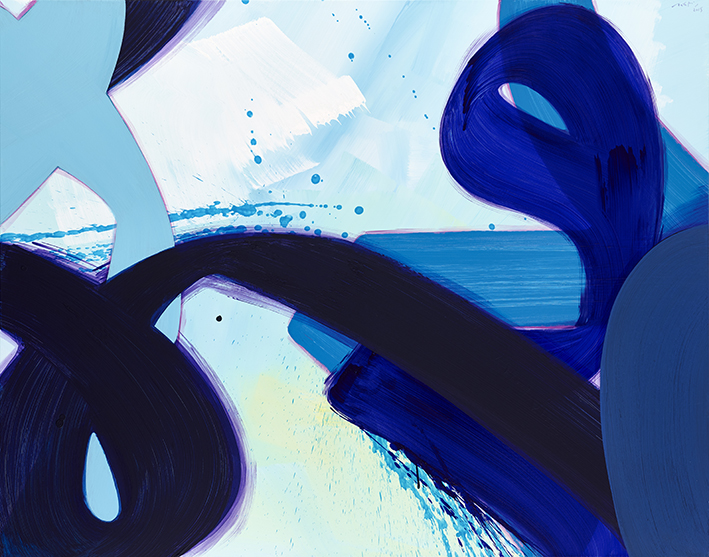
Malerei aus der Blauen Werkreihe, ohne Titel I, 150 × 190 cm, Acryl auf Leinwand, 2015, gezeigt in der Ausstellung „Aatifi – News from Afghanistan“

2015 lud Stefan Weber, Direktor des Museums für Islamische Kunst im Pergamonmuseum Berlin, Aatifi als zeitgenössischen Künstler ein, auf der Museumsinsel aktuelle Arbeiten auf Leinwand und Papier zu zeigen. Als Begründung formulierte er im Ausstellungskatalog: „Die Arbeiten des deutschafghanischen Künstlers Aatifi zur modernen Interpretation ‚islamischer‘ Kalligrafie zeigen auf beeindruckende Art und Weise, wie Elemente einer langen kultur- und kunstgeschichtlichen Tradition in Malerei und Grafik durch spektakuläre Neuinterpretationen zu neuem Leben erweckt werden. Die persische oder arabische Kalligraphie – die wichtigste Kunstform in der klassisch-islamischen Welt – wird so von einem nur kulturell verständlichen ‚Schriftcode‘ zum Teil einer modernen internationalen Kunstsprache – und das in einem hohen qualitativen Maßstab.“
Mit der Einzelausstellung „Aatifi – News from Afghanistan“ wurde erstmals im großen Rahmen zeitgenössische Kunst gezeigt, die in die Dauerausstellung des Museums eingebettet und damit islamischer Kultur aus 14 Jahrhunderten gegenübergestellt war. Aus der Ausstellung sind zwei großformatige Arbeiten auf Leinwand, die im Mschatta-Saal der frühislamischen Palast-Fassade aus Jordanien (8. Jahrhundert) gegenübergestellt waren, und ausgewählte Papierarbeiten in die Sammlung des Museums für Islamische Kunst eingegangen.
Im Ausstellungszeitraum vom 3. Juli bis zum 18. Oktober 2015 besuchten mehr als 233.000 Menschen das Museum für Islamische Kunst im Pergamonmuseum Berlin und die Ausstellung. Es gab eine bundesweite Medienresonanz. Unter anderem empfahl das Kunstmagazin art „News from Afghanistan“ Anfang Juli 2015 in seiner Online-Ausgabe als einen von fünf Ausstellungstipps der Woche: „Zeitgenössische afghanische Kunst umgeben von 14 Jahrhunderten islamischer Kulturgeschichte des Pergamonmuseums: eine spannende Mischung, die ein arabisches Ausrufungszeichen verdient hat.“ In seiner September-Ausgabe 2015 veröffentlichte das art Magazin ebenfalls einen Ausstellungshinweis: „Bunt. Abstrakt. Zeitgenössisch. Der afghanisch-deutsche Künstler Aatifi (* 1965) übersetzt in seinen bis zu sechs Meter großen Arbeiten die jahrhundertealte islamische Kalligrafie in eine beeindruckend moderne Bildsprache.“

## Werk
Zum Werk von Aatifi schrieb Stefan Weber, Direktor des Museums für Islamische Kunst im Pergamonmuseum Berlin, im Katalog „Aatifi – News from Afghanistan“: „Buchstaben rauschen durch Aatifis Bilder. Sie scheinen zu fallen, sich frei zu bewegen und sind als fotografischer Ausschnitt im Moment einer großen Bewegung festgehalten. Farbige Kompositionen mit dynamischem Fluss und klaren Formen. Es sind Zeichen, Teile eines Alphabets, aber keine Worte. Man kann sie bestimmen, aber nicht mehr entziffern. Wenn man sie lesen will, dann als Bezug zu einer Kulturlandschaft, in der Aatifi seinen ersten Lebensabschnitt verbracht hat.“

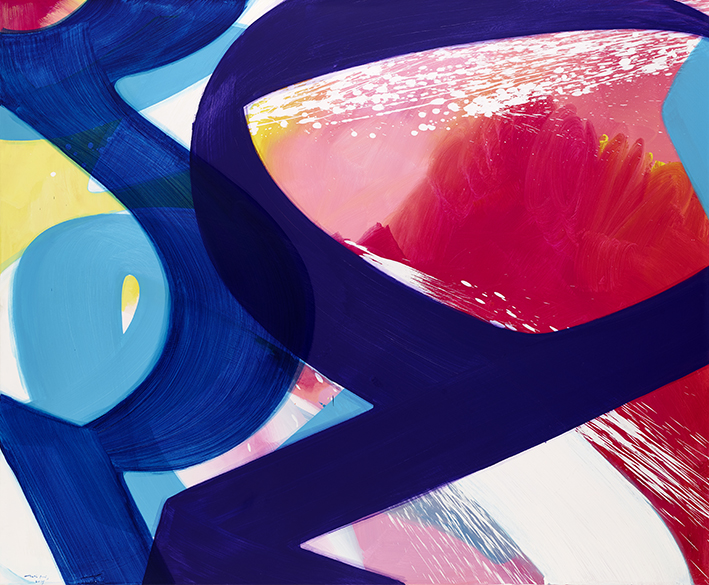
Malerei ohne Titel, 190 × 230 cm, Acryl auf Leinwand, 2014, gezeigt in der Ausstellung „Aatifi – News from Afghanistan“

### In Afghanistan
Schon in seiner Kindheit sah Aatifi in Buchstaben geheimnisvolle Linien und Figuren. Seither beschäftigt er sich mit den jahrhundertealten Stilen islamischer Kalligrafie, mit Form und Wesen arabischer Schriftzeichen. Bereits in Kandahar begann er, mit ausgewählten Zeichen der klassischen Schriftkunst, mit den Formen und Linien einzelner Buchstaben zu experimentieren und sie abzuwandeln. Um Kraft und Dynamik neuer Verbindungen auszuloten, zerteilte er seine kalligrafischen Tuschezeichnungen auf Papier und legte sie neu zusammen. Den strengen Kompositionen setzte er schon als Jugendlicher bewusst Tropfen und expressive Spritzer entgegen. In seinem Kabuler Atelier und verstärkt mit Beginn seines Malereistudiums begann er Ende der 1980er Jahre, Kalligrafie malerisch auf Leinwand einzubinden und großformatige Malereien zu schaffen. Im Laufe seines Studiums an der Fakultät der Schönen Künste entwickelte Aatifi die Kalligrafie in Verbindung mit Malerei weiter.

### In Deutschland – Dresden und Radebeul
Ab 1995 hat der Maler und Druckgrafiker seine skripturale Kunst noch einmal stark verändert und reduziert. So formuliert die Kunsthistorikerin und Kuratorin am British Museum in London, Venetia Porter: „Als er 1995 nach Deutschland zog und sein Studium bei Professor Siegfried Klotz an der Hochschule für Bildende Künste in Dresden fortsetzte, sollte dies seinen Ansatz grundlegend verändern, ihn vom Text weit entfernen und in die reine Abstraktion des Buchstabens führen – nun das Kennzeichen seines Stils, den er als ,konzentrierten Inhalt meines Geistes’ bezeichnet.“
In Dresden entdeckte Aatifi die Druckgrafik, die Radierkunst für sich.

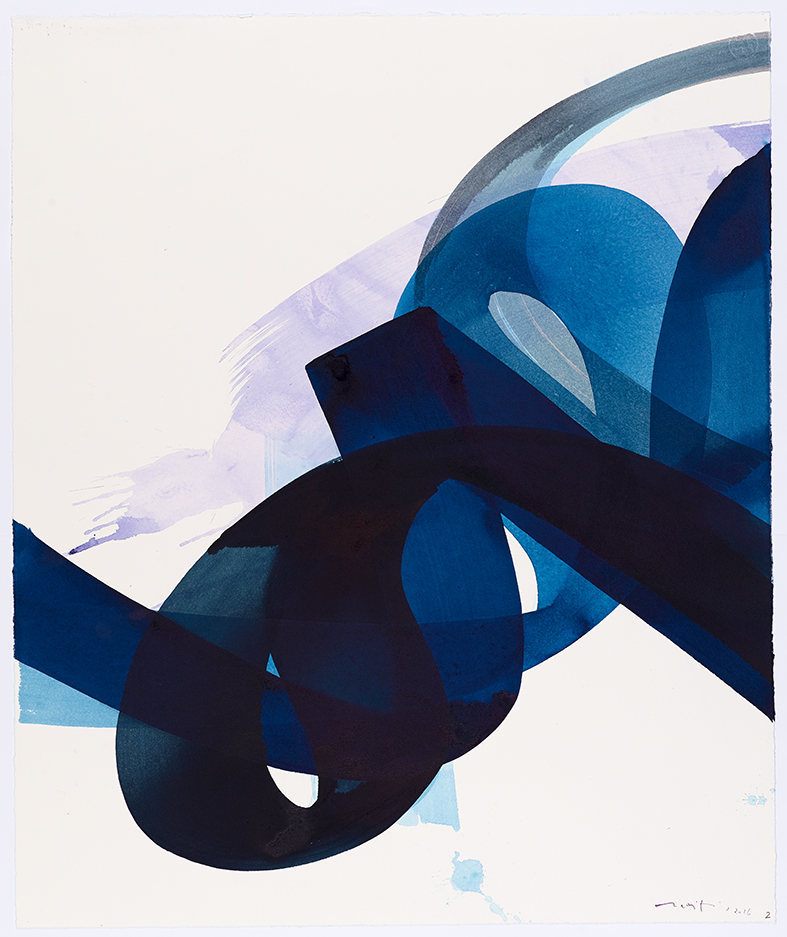
„Osmose 2“, Tuschezeichnung auf Büttenpapier, 80 × 95 cm, Aatifi 2015

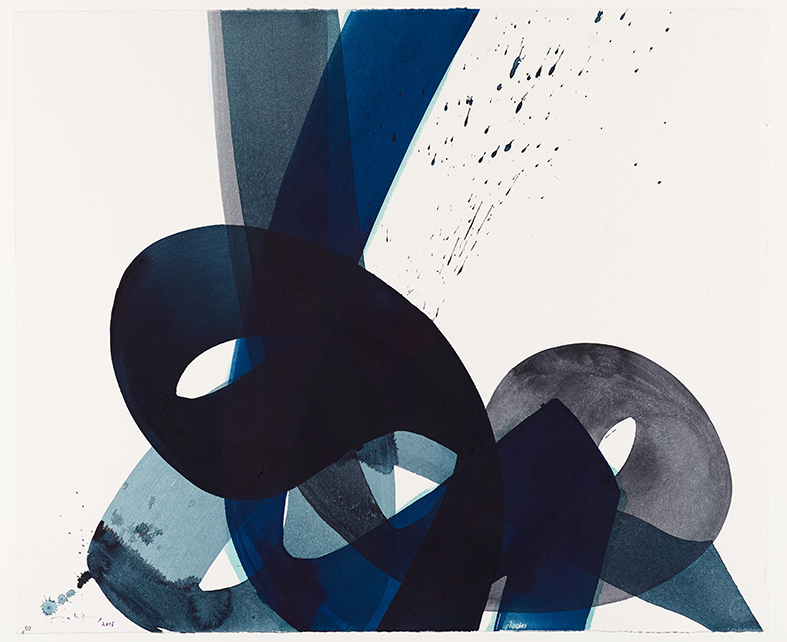
Aus der Werkreihe „Osmose“: „Osmose 10“, Tuschezeichnung auf Büttenpapier, 80 × 95 cm, Aatifi 2015

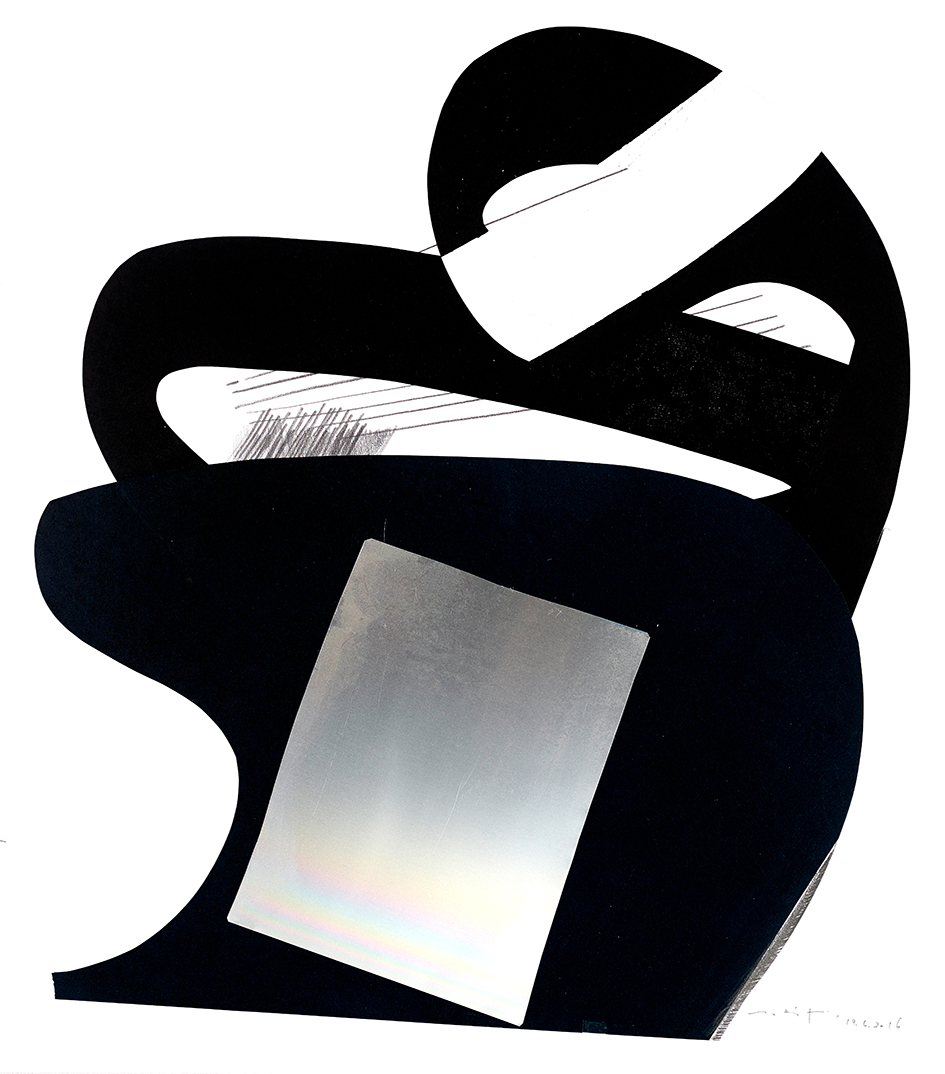
Collage aus der Werkreihe 2016 von Aatifi: Ohne Titel, 80 × 90 cm, Monotypie, Graphit, Metall auf Büttenpapier

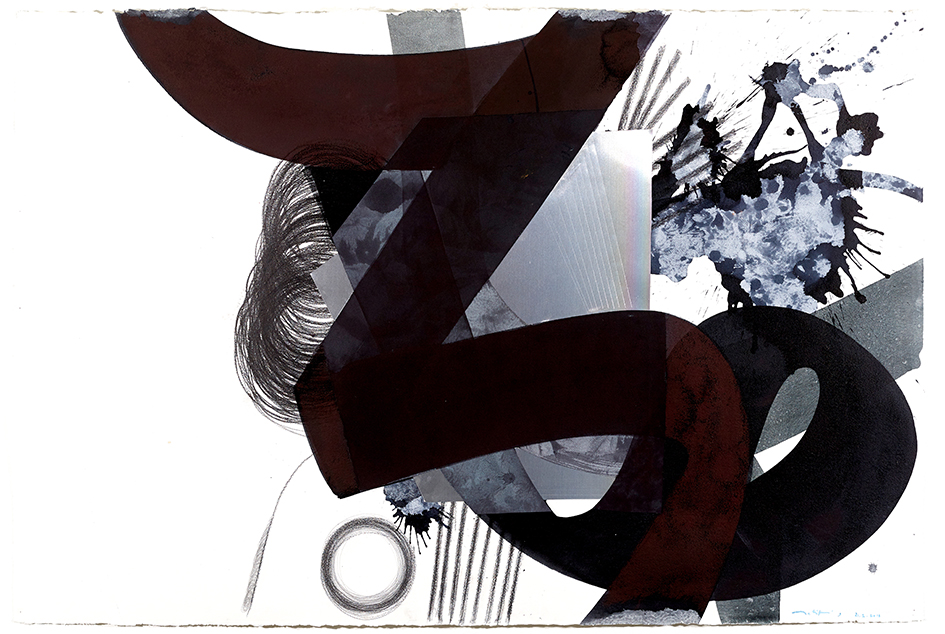
Großformatige Collage aus der Werkreihe 2016 von Aatifi: Ohne Titel, 100 × 150 cm, Monotypie, Graphit, Metall auf Büttenpapier

### In Deutschland – Bielefeld
Der Wechsel von Dresden und Radebeul nach Ostwestfalen um die Jahrtausendwende markiert einen weiteren Wendepunkt in Aatifis Schaffen. In Bielefeld, wo er im Zentrum ein Atelier gegründet hat, konzentriert sich der Maler und Druckgrafiker auf sein abstrakt-skripturales Hauptwerk, auf eine weitere Reduzierung der Formen. Seither nutzt er ausgewählte Schriftzeichen unter rein ästhetischen und kompositorischen Aspekten, fragmentiert, dreht und schichtet die Formen und Linien, arbeitet mit ihrer Dynamik, mit Tiefe und Raum.
Aatifi selbst sagte in seinem Katalog „News from Afghanistan“ zu seiner Bildsprache: „Ich habe diese ungewöhnliche Pflanze – die skripturale Kunst – wie Wildwuchs behandelt, sie aus ihrem Umfeld gelöst, ohne sie zu isolieren, sie radikal beschnitten, ohne sie zu verletzen, sie hart gekreuzt und ihr neuen Nährboden zu Füßen geworfen. Sie ist nicht eingegangen, sondern kraftvoll und prächtig aufgeblüht. Vielleicht habe ich ihr damit ein neues Leben gegeben. Mal schauen …“

## Ausstellungen (Auswahl)
- 2020: ‚Written Imagery‘, Aatifi, Dagmar Buhr, Herta Müller, Babak Saed, Elizabeth Thallauer, Neue Galerie Dachau, Dachau (Beteiligung)
- 2020: paper positions Berlin / Positions, Galerie VON & VON (Nürnberg), Berlin (Beteiligung)
- 2019: ‚Aatifi – Alphabet der Malerei‘, Herforder Kunstverein, Herford
- 2018: ‚Hier und Jetzt – Aktuelle Kunst in Westfalen‘, Gustav-Lübcke-Museum, Hamm (Beteiligung)
- 2018: paper positions Basel, Galerie VON & VON (Nürnberg), Basel, Schweiz (Beteiligung)
- 2017: POSITIONS Berlin Art Fair, Galerie VON & VON (Nürnberg), Berlin (Beteiligung)
- 2017: ‚Aatifi – Neographie‘, TKA Art Advisors, Hamburg
- 2017: ‚Aatifi – Abstrakte Neographie‘, Internationaler Club im Auswärtigen Amt e. V., Berlin
- 2017: SimonBart Gallery, Sardinien, Italien (Beteiligung)
- 2017: ‚Aatifi‘, Galerie VON & VON, Nürnberg
- 2017: DIE GROSSE NRW, Museum Kunstpalast, Düsseldorf (Beteiligung)
- 2015: ‚Aatifi – News from Afghanistan‘, Museum für Islamische Kunst im Pergamonmuseum Berlin
- 2015: ‚Aatifi – Prozess III‘, Museum Ratingen, Ratingen
- 2012: ‚Ereignis Druckgraphik 4: Ansichten – Aussichten‘, Galerie Vor Ort Ost, Leipzig (Beteiligung)
- 2011: ‚METAKOM‘, Kunstverein Kreis Gütersloh, Gütersloh (Beteiligung)
- 2009: ‚Aatifi – Skripturale Fragmente‘, Galerie im Torhaus, Landeskulturzentrum Salzau, Salzau
- 2006: ‚Contemporary Art Kabul‘, art Karlsruhe, Karlsruhe (Beteiligung)
- 2005: ‚Aatifi – Tanz am frühen Morgen‘, Stadtgalerie Radebeul, Radebeul
- 1990: ‚Aatifi‘, Kulturministerium, Kabul, Afghanistan
- 1989: ‚Aatifi‘, Universität Kabul, Kabul, Afghanistan

## Auszeichnungen und Stipendien
- 2018: Anerkennungspreis der Stadt Hamm, ,Hier und Jetzt – Aktuelle Kunst in Westfalen', Gustav-Lübcke-Museum, Hamm
- 2017: Stipendium Aldegrever Gesellschaft, Münster
- 2012: 5. Leipziger Lichtdruck-Symposium 2012, Leipzig
- 2012: Internationales Grafik-Symposium Zwickau, Zebra 5, Kunstverein Zwickau
- 2009: Stipendium schleswig-holsteinisches Landeskulturzentrum Salzau
- 2008: Stipendium 18. Sächsisches Druckgrafik-Symposion, Leipzig
- 2001: Stipendium Künstlerhaus Schwalenberg, Schwalenberg
- 1997: Stipendium in den Ateliers von Schloss Moritzburg, Moritzburg
- 1991: 1. Preis afghanischer Künstlerbund Hakim Naser Khesraw Balkhi
- 1990: 1. Preis afghanisches Kulturministerium
- 1989: 1. Preis afghanisches Kulturministerium

## Arbeiten in Museen und Sammlungen
- Museum für Islamische Kunst im Pergamonmuseum Berlin/Staatliche Museen zu Berlin/Stiftung Preußischer Kulturbesitz
- Kupferstich-Kabinett/Staatliche Kunstsammlungen Dresden
- Städtische Kunstsammlung Radebeul
- Schleswig-holsteinisches Landeskulturzentrum Salzau
- Sammlung des Kunstvereins Zwickau e. V.
- Städtische Kunstsammlungen Zwickau

Privatsammlungen in Afghanistan (Kabul), Australien (Melbourne), Belgien (Brüssel), Deutschland (Berlin, Bielefeld, Region Ostwestfalen-Lippe, Radebeul, Dresden, Moritzburg, München, Kiel, Stuttgart), Frankreich (Paris), Kanada (Toronto), Lettland (Riga), Schweiz (Bern) und den USA (Boise/Idaho, Virginia).

## Filme über Aatifi
- „Kalligrafie – Aatifi“, Film über die Entstehung und Entwicklung von Kalligrafie und Aatifis skripturaler Kunst, Filmhaus Bielefeld e.V., realisiert 2014/2015 für die Einzelausstellung „Aatifi – News from Afghanistan“ im Pergamonmuseum Berlin
- „Aatifi“, Filmisches Künstlerportrait, Fachbereich Medienproduktion der Hochschule Ostwestfalen-Lippe, realisiert 2014/2015 für die Einzelausstellung „Aatifi – News from Afghanistan“ im Pergamonmuseum Berlin

## Artikel und Weblinks
- Offizielle Website von Aatifi
- Präsentation der Ausstellung „Aatifi – News from Afghanistan“ auf der Website des Museums für Islamische Kunst
- Martina Bauer: Maraka mit Aatifi. Kerber-Blog, Auszug aus „Aatifi – News from Afghanistan“
- Elke Vogel, „Die fünf Ausstellungstipps der Woche“, art Das Kunstmagazin, online-Ausgabe, 2. Juli 2015
- Heike Krüger: Explosive Farbigkeit. In: Neue Westfälische Zeitung vom 4./5. Juli 2015.
- Raiko Oldenettel: Aatifi. News from Afghanistan In: Portal Kunstgeschichte, online veröffentlicht 23. Juli 2015
- Ingeborg Ruthe: Gott und den Menschen zum Bilde. In: Berliner Zeitung vom 6. August 2015.
- Alexandra Belopolsky: Die Melodie der Schrift. In: Der Tagesspiegel vom 9. August 2015.
- Sächsisches Druckgrafik-Symposion